# Ahemenidsko cesarstvo
Ahemenidsko Perzijsko cesarstvo (perzijsko: هخامنشیان, staroperzijski Haxâmanešiyan) je bilo prvo Perzijsko cesarstvo, ki je od leta 550. do 330. pr. n. št. obsegalo prostor Velikega Irana. Ahemenidi so bili druga iranska cesarska dinastija po Medijskem cesarstvu. Na vrhuncu svoje moči se je iransko Ahemenidsko cesarstvo raztezalo na okoli 10,7 milijonov km², kar je največje cesarstvo v zgodovini starega veka. Prav tako je cesarstvo v tem času obsegalo okoli 46% svetovne populacije.
Ahemenidsko Perzijsko cesarstvo je ustanovil Kir Veliki, ki ga je razširil na večji del azijskega dela Bližnjega vzhoda, njegovi nasledniki Kambiz II. in Darej Veliki pa so ga razširili tudi na Afriko in Evropo, kar je pomenilo, da je bilo prvo cesarstvo, ki se je raztezalo na treh kontinentih. Ozemlje cesarstva je razen Irana obsegalo dele današnje Indije in Pakistana, področje Srednje Azije, Male Azije, Trakije, večji del obal Črnega morja, Mezopotamijo, sever Arabskega polotoka, Levant, Sirijo ter severovzhodni del Afrike z Egiptom, Libijo, Sudanom in Etiopijo.
V zahodni zgodovini si Ahemenidsko perzijsko cesarstvo najlažje zapomnimo po grško-perzijskih vojnah, uspešnem modelu Kirove in Darejeve centralizirane administracije, bogati umetniški zapuščini, osvoboditvi Židov iz babilonskega ujetništva, toleranci do verskih manjšin ter prvem pisanem spomeniku o človekovih pravicah (Kirov valj). Ahemenidsko cesarstvo je propadlo tekom 4. stoletja pr. n. št., ko ga leta 330. pr. n. št. osvoji Aleksander Veliki.

## Zgodovinski viri
Problem pri raziskovanju Ahemenidskega cesarstva predstavlja omejeno število pisanih dokumentov, kar ahemenidske vladarje razlikuje na primer od asirskih kraljev. Velik del perzijskih zgodovinskih zapisov je bil uničen v mnogih opustošenjih makedonskih, arabskih ter posebej mongolskih osvajalcev. Ohranjeni dokumenti v glavnem vsebujejo administrativne evidence o kraljevskih satrapijah (dedovanje zemlje, davčne dokumente in podobno). Velik del zgodovinskih virov o Ahemenidskom cesarstvu temelji na zapisih njihovih sovražnikov Grkov; Herodot, Strabon, Ktezij, Polibij, Klavdij Elijan, itd. Ostali tuji viri so egiptovski zapisi in biblijske knjige o Ezri in Esteri, ki tudi vsebujejo reference na nekaj perzijskih kraljev. Antični avtorji so precej pisali o Ahemenidskom cesarstvu, vendar je večina teh del izgubljena, ohranjeno je le nekaj odlomkov. Ahemenidski vladarji so zapustili precejšnje število kraljevskih zapisov (npr. v Behistunu) v katerih opisujejo dela na gradbiščih in njihov pomen za politiko cesarstva. Taki dokumenti le delno odpirajo zgodovinsko perspektivo v kontekstu razumevanja njihovega izvajanja oblasti..
Literatura o Ahemenidih je zelo raznolika, njihova analiza pa problematična glede na to, kako je neenakomerno distribuirana v prostoru in času. Na primer, medtem ko na področjih kot so Fars, Suza, Egipt in Babilon obstajajo številni dokumenti, jih je v ostalih delih cesarstva malo ali nič. V kronološkem smislu, je doba vladavine Kira Velikega, Dareja Velikega, Artakserksa I. in Dareja II. polna dokumentov, kar ni primer z ostalimi obdobji.

## Zgodovina

### Poreklo dinastije
Ustanovitelj ahemenidske dinastije je po legendi Ahemen (staroperzijsko Haxamaniš: „prijateljskega duha“), vendar je obstoj te zgodovinske osebe sporen. Glede na Behistunske napise, je bil Ahemen kralj perzijskih plemen v zahodnem Iranu (blizu Urmijskega jezera) ob koncu 8. stoletja pr. n. št., davek pa je plačeval Asircem, ki so v tem času vladali v regiji.
Pod pritiskom mogočnih kraljestev Medijcev, Asircev in Urartu, so se Perzijci selili južno od gorskega masiva Zagros in ob koncu 2. tisočletja pr. n. št. postopno naselili področje okoli mesta Anšana. Ahemenov sin, perzijski vladar Teisp je širil ahemenidski vpliv na osvojena ozemlja okoli Anšana in v regiji Fars ter se imenoval za kralja Anšana, medtem ko asirski kralj Asurbanipal osvaja Suzo in s tem izgine Elamsko kraljestvo.
Teisp je postal prvi ahemenidskil kralj, ki je nosil titulo kralja Anšana. Po njegovi smrti se je kraljestvo razdelilo med dva njegova sinova: Kira I. (Kuraš), ki mu je pripadel Anšan in Arijaramna (Arijaramna:„tisti, ki je prinesel mir v Iran“), ki mu pripade Parsumaš. Ta kralja imata samo omejeno vlogo v regiji v kateri so še naprej dominirali Medijci in Asirci. Obstoj Kira I. je dokazan s pečatom na katerem piše „Anšan Kuraš, sin Teispov“. To se je nanašalo na priznanje izplačila davka asirskemu kralju Asurbanipalu od Kuraša Parsumaša, kar s kombiniranjem perzijskih in asirskih virov kaže na to, da je Kir I. združil dve kroni (svojo in Arijaramnovo). Tak scenarij je verjeten glede na to, da Perzijci pod asirsko dominacijo niso želeli ločevati svoja kraljestva. Alternativna zgodba bi bila, da je obstajal samo en kralj (Kir I.), ki je vladal tako Anšani kot Parsumašu, medtem ko je Arijaramn izmišljen lik. Vseeno pa ločeno omenjanje Anšana in Parsumaša sugerira, da sta obstajala dva perzijska kralja. Po padcu Novoasirskega cesarstva, so Ahemenidi priznali medijsko nadvlado v regiji. Vzroki in oblika prehoda pod Medijsko cesarstvo so še naprej nepoznani.
Darej Veliki je bil prvi, ki je omenil Ahemena kot prednika Kira Velikega (576 - 529 pr. n. št.) oziroma kot ustanovitelja ahemenidske dinastije. Nekateri zgodovinarji verjamejo, da si je Darej Veliki izmislil Ahemenov lik, da bi upravičil svoj prihod na oblast z zamenjavo Smerdisa. V primeru obstoja Ahemena bi to pomenilo, da ahemenidska dinastija datira od začetka 7. stoletja pr. n. št. in traja skoraj štiri stojetja, vse do 330. pr. n. št.

### Ahemenidski vladarji
| Vladar                  | Doba vladanja                          | Sorodstvo                               |
| ----------------------- | -------------------------------------- | --------------------------------------- |
| Ahemen                  | cca 705 - cca 675 pr. n. št.           | Nepoznan                                |
| Teisp                   | cca 675 - cca 640 pr. n. št.           | sin Ahemena                             |
| Kir I. Anšanski         | cca 640 - cca 580 pr. n. št.           | sin Teispa                              |
| Kambiz I.               | 580 - 559 pr. n. št.                   | sin Kira I.                             |
| Kir II. Veliki          | 559 - 530 pr. n. št.                   | sin Kambiza I.                          |
| Kambiz II.              | 530 - 522 pr. n. št.                   | sin Kira Velikega                       |
| Smerdis                 | marec 522 - september 522 pr. n. št.   | sin Kira Velikega                       |
| Darej I. Veliki         | september 522 - oktober 486 pr. n. št. | sin Histaspa, bratranec Kambiza II.     |
| Kserkses I. Veliki      | september 486 - oktober 465 pr. n. št. | sin Dareja Velikega, vnuk Kira Velikega |
| Artakserks I. Dolgoroki | 465 - 424 pr. n. št.                   | sin Kserksa I. Velikega                 |
| Kserkses II.            | 424 - 424 pr. n. št.                   | sin Artakserksa I.                      |
| Sogdijan                | 424 - 423 pr. n. št.                   | sin Artakserksa I.                      |
| Darej II.               | 423 - 404 pr. n. št.                   | sin Artakserksa I.                      |
| Artakserks II. Mnemon   | travanj 404 - marec 358 pr. n. št.     | sin Dareja II.                          |
| Artakserks III. Noh     | marec 358 - september 338 pr. n. št.   | sin Artakserksa II.                     |
| Artakserks IV.          | september 338 - junij 336 pr. n. št.   | sin Artakserksa III.                    |
| Darej III.              | junij 336 - 330 pr. n. št.             | sin Arsama, bratranec Artakserksa IV.   |

### Vzpostavitev in širjenje cesarstva

#### Kir Veliki
Leta 559  pr. n. št. anšanski prestol zasede Kir II. Veliki, sin Kambiza I. Ker je Kir Veliki zedinil obe perzijski kraljestvi, ga štejejo za prvega pravega perzijskega kralja. V začetku Kirove vladavine  je bila Perzija še naprej pod nadvlado močnega Medijskega cesarstva.
Med letoma 553 in 550 pr. n. št. se Perzijci uprejo oziroma nastane vojna med Medijci in Perzijci, v kateri Kir Veliki premaga svojega deda, medijskega kralja Astiaga in zavzame Ekbatano (Hagmatana „Mesto zbiranja“, danes Hamadan). Ta prevrat je bil vzrok prenosa politične moči od Medijcev na drug iranski narod - Perzijce, ki so sedaj dominirali nad Medijci. Kir Veliki se je proti bivšemu medijskemu kralju obnašal velikodušno; pustil ga je živeti in mu obljubil, da se bo obnašal kot njegov legitimni naslednik. Glede na zapis Ktezija in Ksenofonta, se je Kir poročil z Astiagovo hčerjo Amitiso, kas se zdi nelogično, ker bi to bila tako njegova žena kot teta. Verjetna razlaga je, da se je Astiag še enkrat poročil in da je njegova druga žena rodila navedeno hčer. Ekbatana, do tedaj glavno mesto Medije, je zaradi svojega velikega strateškega pomena kontrole Srednje Azije, postalo glavno mesto novega Ahemenidskega Perzijskega cesarstva.
Prenos politične dominacije od Medijcev na Perzijce je pomenil velik preobrat na Bližnjem vzhodu, ker je moral Kir Veliki po pokoritvi Medijskega cesarstva obračunati še s svojimi sosedi in nekdanjimi medijskimi zavezniki; mogočnim Lidijskim in Babilonskim cesarstvom. Lidijski kralj Krez (Astijagov svak) je v prevratu med dvema iranskima dinastijama videl priložnost za razširitev svojega Lidijskega cesarstva, in je s svojo vojsko krenil na pohod proti Ahemenidskemu cesarstvu. Kir Veliki ubrani cesarstvo od napada v bitki pri Pterii in nadaljuje boj proti Lidijcem vse do končne osvojitve lidijskega glavnega mesta Sardesa, in s tem Lidijsko cesarstvo neha obstajati. Bogati lidijski kralj Krez je bil ujet, a ga je Kir pomilostil in vzel za svojega osebnega svetovalca na kraljevem dvoru.
Leta 546 pr. n. št. se Kir Veliki vrne iz Male Azije, ki je bila popolnoma pokorjena razen jonska in eolijska mesta. Perzijski veliki kralj takoj začne nove vojne pohode proti Babiloniji, Skitiji, Baktriji in Egiptu, ki so bili politična pretnja Perzijskemu cesarstvu. To obdobje je slabo poznano, razen tega, da je bila babilonska vojska poražena v bitki pri Opisu, potem pa je leta 539 pr. n. št. tudi samo glavno mesto Babilon padlo v perzijske roke po zvitem obleganju, v katerem se je perzijska vojska ob Evfratu vtihotapila v mesto in ga zavzela brez odpora. Po Babilonu je Kir Veliki leta 540 pr. n. št. osvojil Baktrijo in Sakijo. Predpostavljajo, da je medtem Kir osvojil tudi Partijo, Drangijano, Arijo, Horezm, Gandaro, del Skitije, Sagartijo, Arahozijo in južni Baludžistan (Makran). Ti podatki so znani iz Darejevih Behistunskih napisov na katerih so navedena vsa osvojena ozemlja.
Politika Kira Velikega na osvojenih ozemljih je bila zelo tolerantna, s čimer si je perzijski vladar poskušal zagotoviti lojalnost pokorjenih narodov. Kir in njegovi naslednik so tudi skušali omiliti nacionalistične napetosti med narodi znotraj cesarstva, kar je predstavljalo revolucionarni preobrat glede na ostala obdobja zgodovine Bližnjega vzhoda.
Po zavzetju Babilona, Kir Veliki omogoči ujetim Židom vrnitev v Jeruzalem, in jim financira vrnitev in rekonstrukcijo porušenega Salomonovega templja. Po tem Kir osvoji celotno Mezopotamijo in severne dele Arabskega polotoka in tako pod njegovo oblast pridejo tudi Arabci. Okoli leta 545 pr. n. št. je osvojen tudi Ciper. Glede na omejene zgodovinske vire, se o Kirovem osvajanju Sirije, Fenicije in Palestine ve zelo malo.

#### Kambiz II.
Kirov naslednik in njegov sin Kambiz II. med letoma 525 in 522 pr. n. št. vodi afriške ekspedicije in osvaja Egipt in večji del severovzhodne Afrike; kraljestva Libije, Kirenaike in Nubije. Kambiz se je za puščavsko ekspedicijo pripravil tako, da je sklenil zavezništvo z arabskimi poglavarji, ki so perzijski vojski dobavljali potrebno vodo. Egiptovski faraon Amazis II. je upal da mu bo zavezništvo z Grki pomagalo da se upre perzijski invaziji. Faraonovo upanje je propadlo, ker so se ciprska mesta in tiran Polikrat z otoka Samosa, ki je posedoval veliko mornarico, odločili priključiti Perziji, medtem ko je poveljnik grških enot Fan iz Halikarnasa prestopil k perzijski vojski. V odločilni bitki pri Peluziji je bila egiptovska vojska poražena, kmalu zatem pa osvojeno mesto Memfis. Bitka je postala popularna po tem, da so Perzijci kot ščite uporabili mačke, ki so bile Egipčanom svete, pa so se ti predali iz strahu, da jih ne bi poškodovale. Ujeti faraon Psametik III. je bil ubit, ker je poskušal z vstajo. Egipčanski zapisi govore, da je Kambiz uradno prevzel faraonski naslov. Kambiz II. je iz Egipta poskušal osvojiti Kuš, kraljestvo, ki se je nahajalo v današnjem Sudanu in Etiopiji. Njegova vojska ni uspela prečkati surovo pustinjo in se je ob velikih izgubah vrnila.
V času Kambizovih pohodov v Afriki, se je v srcu Perzije pojavil človek, ki je trdil, da je Bardija (Smerdis), čeprav je bil pravi Smerdis ubit tri leta prej. Bil je to čarovniški uzurpator Gaumati, ki je želel zasesti perzijski prestol, kar mu je tudi uspelo, ker so ga priznali za kralja. Kambiz II. je poskušal obračunati z njim, a je na poti v Pasargad izgubil življenje. Po Darejevih navedbah, je Kambiz naredil samomor, ker je menil da nima možnosti da se vrne na prestol. Grški zgodovinarji Herodot in Ktezije pa navajata, da je bila smrt nesrečen slučaj.

#### Darej Veliki
Nihče se ni upal upreti lažnemu kralju razen Dareja I. Velikega, ki ga s pomočjo šestih perzijskih plemičev preseneti in ubije leta 522 pr. n. št. Darej Veliki postane perzijski veliki kralj. Poroči se z Atoso, ženo lažnega kralja in hčerko Kira Velikega. Imel je sina Kserksesa I., ki ga bo nasledil. Nenadno zamenjavo na vrhu države so perzijske province videle kot dobro priložnost da se osamosvojijo. V Suzi, Babilonu, Mediji in Sagartiji uporniki zbirajo vojsko. Vendar Darej v dveh letih vse te upore zaduši. Tudi Babilon, ki se je dvakrat uprl, prizna oblast Dareja Velikega.
Darej Veliki nadaljuje širiti Perzijsko cesarstvo v Srednjo Azijo in Evropo; leta 512 pr. n. št. začne vojno proti nomadskim Skitom. Velika perzijska vojska je prečkala Bospor in zavzela vzhodno Trakijo, medtem ko se je Makedonija prostovoljno priključila Perziji, je ta prešla Donavo. Osvajanje Trakije je bilo pomembno glede nato, kako je bila ta regija bogata z lesom potrebnim za gradnjo ladij in s plemenitimi kovinami.
Po umiritvi jonskega upora, Darej Veliki začne načrtovati kako umiriti grške pretnje iz zahoda, oziroma kako kaznovati Atene in Eretrije zaradi podpore jonskemu uporu, pri čemer je bilo opustošeno perzijsko mesto Sarde v Lidiji. V času vladavine Dareja Velikega sta se odvila dva  večja pohoda proti sovražnim polisom..
Prvi perzijski kazenski pohod se je začel leta 492 pr. n. št. in ga je vodil Mardonij , zet Dareja Velikega. Ponovno osvoji evropsko regijo Trakijo, ki je nominalno bila del Perzijskega cesarstva že od leta 513 pr. n. št.. Mardonij potem priključi Makedonijo, čeprav je bila kraljevina Makedonija predhodno neodvisni zaveznik Perzijcem. Njegovi nadaljnji pohodi so bili ustavljeni pri polotoku Atos, kjer mu je bila večina mornarice uničena v veliki nevihti, nakar se je vrnil v Malo Azijo.
Leta 490 pr. n. št. sta bila perzijska vojaška poveljnika Datis in Artafern mlajši, zadolžena od Dareja Velikega, da pripravita kombinirane kopenske in pomorske moči proti Atenam in Šparti. Perzijska vojska začne s pohodom proti otoku Naksos, ki se mu maščujejo za neuspešen pohod njihovih jonskih zaveznikov desetletje prej , zatem pridejo do Evbeje, kjer je bil eden od dveh glavnih ciljev; mesto Eretrija, ki pade po perzijskem obleganju. Vseeno vojna operacija proti Atenam doživi neuspeh v bitki pri Maratonu.
Dareja Velikega se spominjamo tudi po gradnji monumentalnih palač v Suzi in veličastnem novem glavnem mestu Perzepolis, ki je služil kot metropola njegovim naslednikom.

### Zunanja politika

#### Kserkses I.
Kserkses I. (perz. Xšayarša: „Vladar heroj“) leta 486 pr. n. št. nasledi svojega očeta Dareja Velikega na perzijskem prestolu. Že v začetku Kserksesove vladavine se pojavijo upori v Egiptu in Grčiji, tako da Kserkses začne vojne pohode s ciljem zatrtja uporov. Po umiritvi v Egiptu, Kserkses zbere glavnino perzijske vojske in krene na pohod proti Atenam in Šparti. Perzijska vojska je pri Dardanelah prešla na evropsko kopno s pomočjo dveh velikih pontonskih mostov, ki so predstavljali vrhunski inženirski dosežek tistega časa. Grška vojska je poskušala zaustaviti Perzijce v bitki pri Termopilah in Artemizijo, vendar so jih Perzijci premagali in nadaljevali prodor do zapuščenih Aten, ki jih je Kserkses porušil kot maščevanje za njihovo pomoč jonski vstaji, ko je bilo uničeno mesto Sarde. Atenčani in Špartanci so se umaknili na Peloponez in na Korintski ožini postavili utrdbe.
Atenčani so zmago proti Perzijcem dosegli šele v pomorski bitki pri Salamini , ko je Temistokles izkoristil prednosti plitvega in ozkega zaliva v katerem perzijska mornarica ni mogla manevrirati. Ko je slišal za nerede u perzijski satrapiji Babilon, je Kserkses z vojsko odšel iz Grčije in za kontrolo pustil manjši del vojske svojim grškim zaveznikom na čelu z Mardonijem, ki so ga po letu dni Atenci in Špartanci porazili v bitki pri Platajah. Uradno se je vojna med Perzijci in Grki končala s Kalijinim mirom trideset let po velikih bitkah.
U prvim letih vladavine Kserkses spremeni tolerantno perzijsko politiko proti osvojenim narodom, ki sta jo vodila njegova predhodnika Kir in Darej. Po zadušitvi upora v Babilonu, Atenah, Baktriji in Egiptu, jih je kaznoval z rušenjem lokalnih templjev. Titule faraona in babilonskega kralja je ukinil in te države pretvoril v satrapije. Egipčani so se kasneje dvakrat uspešno uprli in si povrnili neodvisnost. Perzijski kralji so vladali Egiptu kot XXVII. in XXXI. dinastija.

#### Artakserks I.
Artakserks I., Kserksov sin, je nasledil očeta na prestolu leta 465 pr. n. št. po tem ko je bil ubit v dvornih spletkah, in takoj zadušil upor v Baktriji. Zatem izvaja pravne in politične reforme v kontekstu redefiniranja odnosov med velikim kraljem in perzijsko aristokracijo. Nadaljuje z gradnjo kompleksa v Perzepolisu, a kljub temu mesto izgublja politični pomen v korist Suze in Babilona. Glede na nekatere hipoteze je Perzepolis postal kraljevsko počitniško mesto, vendar to ni zanesljivo. Po Baktriji, zaradi novic o uboju Kserksesa in visokih davkov, nastanejo novi neredi leta 460 pr. n. št. v Egiptu, kjer je bil ubit satrap, zavzeto mesto Memfis in zaprošena pomoč od Aten. Perzija je na upor odgovorila z vojnim pohodom pod vodstvom perzijskega generala Megabiza II., ki je vodil vojsko skozi Judejo in leta 454 pr. n. št. zadušil egipčansko vstajo in ujel vstajnike. Paralelno z nemiri v perzijski provinci Egipt, se krepijo napetosti tudi z grškimi polisi.

#### Kserkses II., Sogdijan in Darej II.
Leta 424 pr. n. št. je Artakserks I. umrl v Suzi, pokopan pa je v kompleksu grobnic Nakš-e Rustam blizu Perzepolisa, kjer so pokopani tudi njegovi predhodniki. Nasledil ga je Kserkses II., njegov sin in edini legitimni naslednik, ki ga je po samo 45 dneh vladanja ubil polbrat Sogdijan. Ocho (staroperz. Vahuka), drugi polbrat Kserksesa II., po šestih in pol mesecih vladanja Sogdijana vrže s prestola in se okrona kot Darej II.. Čas je bil politično turbulenten, saj je vsak od navedenih polbratov vodil svojo propagandno kampanjo v dokazovanju svoje pravice do prestola, borba za oblast pa je označila tudi začetek slabljenja Perzijskega cesarstva.
Iz obdobja vladavine Dareja II. obstaja omejeno število zgodovinskih virov, ki govore izključno o politični situaciji na zahodnih mejah cesarstva, kjer so še naprej vladala trenja med Grki in Perzijci. Med letoma 411 in 407 pr. n. št. Atenci izkoristijo neorganizirane in nasprotujoče poteze perzijskih satrapov v Mali Aziji in osvojijo del obalnega področja.

#### Artakserks II. Mnemon
Po tem ko je leta 404 pr. n. št. nasledil svojega očeta Dareja II., Artakserks II. Mnemon mora braniti pravico do prestola proti njegovemu bratu Kiru mlajšem, ki ga je poskušal usmrtiti takoj po ustoličenju. Poskus atentata je propadel in Kir mlajši postane ujetnik, a ga na prigovarjanje matere Parisatide, Artakserks II. pomilosti in ga pošlje v satrapijo Lidijo. Leta 401 pr. n. št. Kir mlajši v Mali Aziji zbere 10.000 grških plačancev  in še toliko azijskih vojakov, ter ponovno krene v boj proti Artakserksu II. za perzijski prestol. V bitki pri Kunaksi Kir mlajši umre, s čimer je upor zadušen in položaj Artakserksa II. okrepljen. Politične nemire v Perziji izkoristi Egipt, ki se pod vodstvom Amirteja osamosvoji.
Kaznovanje satrapij in mest Male Azije, ki so bili na strani Kira mlajšega, Artakserks II. poveri perzijskemu vojskovodji Tisafernu. Ta poteza obrne nekatera jonska mesta da poiščejo pomoč pri Šparti in špartanski kralj Agesilaj II. začne z vojnim pohodom v Mali Aziji a brez večjih uspehov. Da bi preprečil nadaljnje grške operacije v Mali Aziji, Artakserks II. pomaga Atenam v Korintski vojni s čimer oslabi vpliv Šparte. Po desetih letih vojn, leta 386 pr. n. št. Perzija Grkom diktira Kraljevski mir na katerega so pristali vsi, od nedavnih sovražnikov Špartancev do nedavnih zaveznikov Atencev. S tem mirom si je Perzija zagotovila mir in stabilnost v svojih pokrajinah ob obali Male Azije, Šparti pa poklonila dominacijo nad grškim kopnim. Čeprav uspešen proti Grkom, je imel Artakserks II. probleme proti Egipčanom, ki so se uspešno uprli neposredno po njegovem ustoličenju na perzijski prestol. Leta 383 pr. n. št. v Egipt pošlje vojsko pod poveljstvom Farnabaza II. in Titrausta. Egipčanski faraon Hakor odvrne napadalce. Čeprav ni uspel pokoriti Egipta, je uspešno obranil Fenicijo od egipčansko-špartanske invazije. Med letoma 366 in 358 pr. n. št. nastane upor v Kapadokiji, ki pa je hitro zatrt brez posebnih političnih posledic.
V času kraljevanja Artakserksa II. se začne malikovanje zoroastrskih božanstev Anahite (perzijska boginja voda in rodnosti ) in Mitre, kar se pri prejšnjih perzijskih kraljih ne omenja, samo izključno Ahura Mazda. Zgodovinarji dvomijo ali je bila ta religijska praksa uvedena v dobi Kserksesa ali je vseeno obstajala že prej.

#### Artakserks III. in IV.
Pred prihodom na prestol je imel Artakserks III. funkcijo satrapa in generala v vojski svojega očeta. Njegov brat Darej, najstarejši sin Artakserksa II. je začel z zaroto z namenom da ubije očeta, a so ga odkrili in ubili. Smrt princa Dareja je za prestolonaslednika postavila sledečega sina Arijaspa, ki je menda naredil samomor po tem ko sta ga Artakserks III. (tretji kraljev sin) in poveljnik kraljevske garde Tiribaz prepričala, da ga kralj Artakserks II. sumi zarote. Z njegovo smrtjo postane prestolonaslednik četrti sin Arsam, ki je bil tudi ubit. Obupan nad izgubo svojih sinov, Artakserks II. umre v globoki starosti leta 358 pr. n. št., nasledi pa ga Artakserks III. Po nekaterih virih naj bi takoj po zasedbi oblasti dal pobiti vse potomce svojega očeta, ki bi lahko ogrozili njegovo pravico do prestola Perzije. Zgodbe o prihodu Artakserksa III. na perzijski prestol temeljijo izključno na Plutarhovih delih in jih mnogi zgodovinarji nimajo za verodostojne.
Takoj po prihodu na prestol se Artakserks III. sooči s političnimi nemiri po vsem Perzijskem cesarstva. Okoli leta 351 pr. n. št. začne vojno operacijo obnavljanja kontrole nad Egiptom, ki se je uprl in osamosvojil v času vladavine njegovega očeta Artakserksa II. Istočasno se uprejo tudi v Mali Aziji, ki je s podporo Teb pretila z resnimi zaostritvami. Artakserks III. je vodil veliko vojsko v Egipt proti faraonu Nektanebu II. a Perzijci doživijo poraz in se umaknejo nazaj v Azijo.
Nedolgo po perzijskem porazu v Egiptu, prepričani v šibkost Perzijskega cesarstva, vladarji Fenicije, Male Azije in Cipra razglasijo neodvisnost. Leta 343 pr. n. št. Artakserks III. pooblasti princa Hidrija iz Karije da zatre upor na Cipru, ki za to zaposli 8.000 grških plačancev in 40 trirem, ki jih vodi Atenec Focion. Ciprska vstaja je hitro zatrta. Istočasno Artakserks III. imenuje sirijskega satrapa Belesija in cilicijskega satrapa Mezeja kot poveljnika pohodov proti feničanskemu mestu Sidon. Oba satrapa sta doživela poraz proti sidonskemu kralju Teneju, kateremu so na pomoč poslali 40.000 grških plačancev, egiptovski faraon Nektanebo II. in Mentor iz Rodosa. Perzijci so bili prisiljeni k umiku iz Fenicije. Po tem neuspehu se Artakserks III. odloči osebno obračunati s Sidonom. Menda je zbral veliko vojsko 300.000 pešakov, 30.000 konjenikov, 300 trirem in 500 transportnih in pomožnih ladij. Prihod te ogromne perzijske vojske pred Sidon je zlomil moralo prebivalcev. Sidonski kralj je neuspešno poskušal pridobiti milost perzijskega vladarja, a je bilo mesto hitro pokorjeno, Tenej pa obsojen izdaje in usmrčen.
Takoj po zasedbi Sidona je sledil nov vojni pohod proti Egiptu. Egipčanski faraon Nektaneb II. svojo vojsko umesti na reki Nil in s tem poskuša izkoristiti številne rečne kanale in močvirja ter podporo mornarice proti premočnemu sovražniku. Ena od egiptovskih strategij je bila tudi zadrževanje Perzijcev in s tem izčrpavanje njihovih zalog ter posledično umik iz Egipta. Vseeno je egipčanska vojska doživela težek poraz, faraon Nektanebo II. zbeži v Memfis in pusti za sabo številna utrjena mesta na milost vojnim enotam, ki so jih varovale. Ko je končno padel tudi Memfis, Nektanebo II. zbeži še južneje v Etiopijo. Po tem dejanju Artakserks III. postane faraon Egipta in ustanovitelj nove XXXI. dinastije. Po povratku v Perzijo je bogato nagradil svoje plačance in se vrnil v Perzepolis kot zmagovalec, ki je po Kambizu II. ponovno uspel pokoriti veliki in bogati Egipt.
Artakserks III. naslednjih nekaj let preživi z umirjanjem raznih manjših uporov in nemirov širom cesarstva, vendar do njegove smrti nihče več ni ogrozil cesarstvo ali njega na prestolu. Egipt je ostal del Perzijskega cesarstva vse do prihoda Aleksandra Velikega. Mentor in Bagoas, dva perzijska generala, ki sta med najzaslužnejšimi za zmago v Egiptu, sta napredovala: Bagoas se je vrnil v glavno mesto Perzepolis skupaj z Artakserksom in postal glavni diplomat v mednarodni administraciji. Zadnjih šest let vladavine Artakserksa III. naj bi si zapomnili kot eno od najbolje organiziranih in učinkovitih perzijskih oblasti v zgodovini ahemenidske dinastije. Artakserks III. je umrl leta 338 pr. n. št. in je pokopan v Perzepolisu. Grški zgodovinar Diodor Sicilski trdi, da je perzijski general Bagoas zastrupil Artakserksa III., vendar zapisi na klinopisih (danes v Britanskem muzeju) govorijo, da je kralj umrl naravne smrti.
Artakserksa III. je na perzijskem prestolu nasledil njegov sin Artakserks IV., katerega je, po grškim virih, prav tako zastrupil general Bagoas, kot tudi večino perzijskih princev. Tako naj bi za postavljanje Dareja III. (nečaka Artakserksa IV.) na mesto perzijskega kralja posredoval sam Bagoas.

#### Padec cesarstva
Pred prihodom na oblast je bil Darej III. satrap Armenije in za razliko od njegovih predhodnikov iz ahemenidske dinastije, ni imel nikakršnih izkušenj z vladanjem cesarstva, niti ni kazal ambicij za to. Pomanjkanje teh kvalitet v času velike krize so se pokazale usodne za usodo prvega Perzijskega cesarstva. Darej III. je sam prisilil Bagoasa da popije strup s čimer je končal njegove manipulacije s perzijskim prestolom, izkazal pa se je tudi v dobi vladavine Artakserksa III., ko je kot kraljevski glasnik diplomatsko pomiril dva vojskujoča kralja nomadskih plemen Kadusija na severovzhodu cesarstva.
Leta 336 pr. n. št. je bil Filip II. Makedonski imenovan za voditelja Korintske lige in je načrtoval invazijo na maloazijska grška mesta pod perzijskim nadzorom. Spomladi pošlje svoja generala Parmeniona in Atala v »osvoboditev« teh mest, a je bil v času njihovih vojnih pohodov Filip II. Makedonski istega leta ubit. Leta 334 pr. n. št. sin Filipa II., Aleksander Makedonski, postane voditelj Korintske lige in vodi kombinirano makedonsko vojsko v invazijo na perzijsko Malo Azijo.
Po Aleksandrovem prodoru v Azijo, makedonska vojska premaga maloazijske Perzijce v bitki pri Graniku. Darej III. ni sodeloval v tej bitki, ki jo je smatral za navaden obrobni upor, ki so bilo pogosti v tem času, niti ni slutil kaj ima Aleksander Makedonski v načrtu. Mislil je, da bodo perzijski satrapi obračunali z Aleksandrom in je mirno ostal v svoji prestolnici Perzepolis. Šele leto in pol po bitki pri Graniku, leta 333 pr. n. št. se Darej III. odloči zbrati vojsko in osebno obračunati z makedonskim osvajalcem. V bitki pri Isu se Perzijci skupaj z grškimi plačanci spopadejo z makedonskimi in korintskimi vojaki. Aleksandrova vojska jih preko boka zaobide in porazi perzijsko vojsko. Okoliščine so bile na strani Dareja III. leta 331 pr. n. št., ko je pred bitko pri Gavgameli zbral precejšnje število skupin in jih dobro organiziral ter dobil vojaško podporo večine perzijskih satrapov. Kljub vsem tem ugodnim dejavnikom, Darej III. ponovno izgubi bitko proti Aleksandru in je moral spet bežati, da bi se rešil makedonskih preganjalcev. Zbežal je v mesto Ekbatana, kjer je poskušal zbrati novo vojsko za boj proti Aleksandru. Aleksander Makedonski je istočasno zasedel Babilon, Suzo in perzijsko prestolnico Perzepolis. Po tem ko je porazil Ariobarzana v bitki pri Perzijskih vratih (Tang i-Khas), bi Aleksander že lahko proglasil zmago, a je nadaljeval preganjati Dareja III., ki je bežal proti vzhodu. Na begu, ga je baktrijski satrap Bes, ki se je pri Gavgameli boril skupaj z Darejem III. in ki se je predstavljal kot njegov privrženi zaveznik, izdal zaradi osebnih interesov.
Leta 330 pr. n. št. je satrap Bes ubil Dareja III. in pustil njegovo truplo na vozu, ki so ga našli makedonski vojaki. Ta dogodek je razočaral Aleksandra, ki je želel Dareja III. ujeti živega. Ko je zagledal mrtvo Darejvo telo, je vzel njegov kraljevski prstan,njegovo telo pa poslal v Perzepolis, kjer so ga pokopali v kraljevskih grobnicah z vsemi častmi. Po pokopu se je Aleksander leta 334 pr. n. št. poročil z njegovo hčerjo Stateiro II. (Roksana Baktrijska ) in tako utrdil vlogo naslednika perzijskega kralja. Satrap Bes se je tudi pokušal predstaviti kot njegov naslednik in se imenoval kot Artakserks V. ter se predstavil vzhodnim ostankom Perzijskega cesarstva kot veliki kralj Perzije. Kmalu so ga ujeli makedonski vojaki, Aleksander Makedonski pa ga je dal mučiti in ubiti, ker ga je smatral za izdajalca perzijske kraljevske hiše.
Ahemenidsko dinastijo je nadaljeval sam Aleksander, ki se je kot rečeno, poročil z Darejevo hčerjo Stateiro II. Po eni od teorij naj bi sam Aleksander tudi pripadal ahemenidski veji, ker se trdi, da je bil sin perzijskega cesarja Artakserksa III. in makedonske princese, ki jo je Filip II. Makedonski poslal v znak politične pomiritve. Aleksander Makedonski umre v Babilonu leta 323 pr. n. št., a istega leta v boju za oblast ubijejo vse njegove žene in otroke, s tem pa se definitivno konča ahemenidska dinastija.
Perziji bo naslednjih sto let vladala helenistična dinastija Selevkidov, ki bo potisnila iranski narod Partom in ustanovila tretjo iransko kraljevsko dinastijo Arsakidov, njih pa bo pokorila perzijska dinastija Sasanidov in ustanovila četrto iransko, oziroma drugo Perzijsko cesarstvo.

## Politika in administracija
Ahemenidsko Perzijsko cesarstvo je bilo večnacionalna država v kateri so Perzijci dominirali na večini vojaških in civilnih funkcijah. Državna uprava je bila razdeljena na province, ki so se imenovale »države« (staroperzijsko dahyāva) ali satrapije (starogrška izpeljanka perzijske besede xšaçapāvan kar pomeni „zaščitnik kraljestva“). Zahvaljujoč taki ureditvi je Ahemenidsko cesarstvo pogosto imenovano prva federacija v zgodovini. Perzijske pokrajine so bile različnih in nedefiniranih velikosti, z njimi so vladali lokalni vladarji (satrap), ki je imel moč sprejemati zakone a le na lokalnem nivoju.
Zaradi indo-iranskega nasledstva, je bilo cesarstvo fevdalna družba, ki je temeljila na osebni predanosti med velikim kraljem in vsemi njegovimi subjekti. Največ pooblastil za kraljem so imeli perzijski plemiči, ki so bili zadolženi za formiranje sodišč. Kraljevski dvor jih je imenoval podaniki oziroma sledilci. Njihova lojalnost je bila velikodušno nagrajena od kralja, za nezaupanje ali izdajo pa so bili strogo kaznovani. Družba kot celota je bila podložna velikemu kralju, ki se je predstavljal kot podrejen Ahura Mazdi (zoroastrski Bog dobrega). Obstoj specifičnih institucionalnih razredov ali kast v Ahemenidskem cesarstvu ni mogoče dokazati. Iz Darejevih napisov v Behistunu pa se da zaključiti, da so perzijski veliki kralji glorificirali svoje arijsko (iransko) poreklo in vključili fraze v katerih se Ahura Mazda imenuje Bog Arijcev.
Za razliko od drugih vzhodnjaških narodov te dobe (npr. Hetiti, Asirci, Židje) pri katerih sočutje in strpnost niso bile religijsko zaželene lastnosti ali 
so se povezovale kot slabost, so bili ahemenidski kralji zelo liberalni in tolerantni proti osvojenim narodom in so take postopke smatrali kot vrlino na katero je treba biti ponosen. Prav tako so odobravali znatno avtonomijo pokorjenim narodom. Združevanje narodov se je nanašalo izključno na upravni nivo, brez kakršnihkoli namenov vzpostaviti kulturno enotnost. Vsak narod je imel možnost zadržati svoje običaje, politično organiziranost, jezik in religijo. Skupno delo mnogih narodov ob gradnji monumentalnih stavb v Suzi in Perzepolisu je igralo veliko vlogo pri medsebojni toleranci in asimilaciji raznih narodov.

### Obseg cesarstva
Računanje površine Ahemenidskega cesarstva je kontroverzno in se ne more natančno določiti iz več razlogov: nasprotujočih si informacij o prodoru perzijskih osvajanj, nepoznavanja ali so bila določena ozemlja naseljena ali ne, nemogoče identifikacije določenih držav ki jih omenjajo perzijski zapisi, pogostim uporom in občasnim izgubam ozemelj, itd. Najtežje je določiti meje v severovzhodni Afriki, ker se zagotovo ne ve do kam je prišla vojska Kambiza II. pri pohodih južno in zahodno od Egipta. Prav tako Herodot trdi, da je Darejeva vojska prišla do reke Volge v času pohoda v Evropo kar ni zanesljivo, kompleksnost merjenja otežuje tudi konstantno menjanje mej v prostrani Sredini Aziji, kjer so bili velike vojne proti skitskim plemenom.
Po približnem določanju najširših ahemenidskih mej preslikano preko 38 modernih držav iz treh kontinentov, je površina Ahemenidskega cesarstva okoli leta 490 pr. n. št. v času vladavine Dareja Velikega znašala okoli 10,7 milijonov km², kar je daleč največje cesarstvo v zgodovini starega veka; večje tudi od Trajanovega Rimskega cesarstva, cesarstva Aleksandra Makedonskega ali kitajskega Han cesarstva. Po modernih ocenah je Ahemenidsko cesarstvo v tem času obsegalo skoraj polovico svetovnega prebivalstva, kar predstavlja največji delež v vsej zgodovini.
| Moderna država           | Odstotek | Skupna površina (km²) | Del nekdanjega cesarstva (km²) |
| ------------------------ | -------- | --------------------- | ------------------------------ |
| Iran                     | 100%     | 1.648.000             | 1.648.000                      |
| Makedonija               | 75%      | 25.333                | 19.000                         |
| Grčija                   | 40%      | 131.940               | 52.776                         |
| Bolgarija                | 80%      | 110.910               | 88.728                         |
| Romunija                 | 15%      | 237.500               | 35.625                         |
| Turčija                  | 100%     | 780.580               | 780.580                        |
| Ciper                    | 100%     | 9.250                 | 9.250                          |
| Libija                   | 20%      | 1.759.540             | 351.908                        |
| Egipt                    | 90%      | 1.001.450             | 901.305                        |
| Sudan                    | 30%      | 2.505.810             | 751.743                        |
| Eritreja                 | 100%     | 121.320               | 121.320                        |
| Džibuti                  | 100%     | 23.000                | 23.000                         |
| Etiopija                 | 25%      | 1.127.127             | 281.781                        |
| Libanon                  | 100%     | 10.400                | 10.400                         |
| Izrael                   | 100%     | 20.770                | 20.770                         |
| Palestina                | 100%     | 6.220                 | 6.220                          |
| Sirija                   | 100%     | 185.180               | 185.180                        |
| Jordanija                | 100%     | 92.300                | 92.300                         |
| Savdska Arabija          | 20%      | 2.149.690             | 429.938                        |
| Bahrajn                  | 100%     | 665                   | 665                            |
| Združeni arabski emirati | 80%      | 83.600                | 66.880                         |
| Katar                    | 100%     | 11.437                | 11.437                         |
| Oman                     | 35%      | 309.500               | 108.325                        |
| Kuvajt                   | 100%     | 17.820                | 17.820                         |
| Irak                     | 100%     | 437.072               | 437.072                        |
| Azerbajdžan              | 100%     | 86.600                | 86.600                         |
| Armenija                 | 100%     | 29.800                | 29.800                         |
| Gruzija                  | 100%     | 69.700                | 69.700                         |
| Rusija                   | 3%       | 17.075.200            | 512.256                        |
| Turkmenistan             | 95%      | 488.100               | 463.695                        |
| Uzbekistan               | 75%      | 447.400               | 335.550                        |
| Kazahstan                | 30%      | 2.717.300             | 815.190                        |
| Kirgizistan              | 85%      | 198.500               | 168.725                        |
| Tadžikistan              | 100%     | 143.100               | 143.100                        |
| Afganistan               | 100%     | 647.500               | 647.500                        |
| Pakistan                 | 95%      | 803.940               | 763.743                        |
| Indija                   | 4%       | 3.287.590             | 131.504                        |
| Kitajska                 | 1%       | 9.595.960             | 95.959                         |
| Skupaj                   |          |                       | 10.715.346 km²                 |

### Vlada in administrativni centri
Administrativno središče Ahemenidskega Perzijskega cesarstva je bila kraljeva palača, kjer je bila uprava organizirana po vzoru iz Babilonije. Upravni organi kot sodstvo so bili strogo organizirani, še posebej po Kirovih in Darejvih reformah. Kot diplomatski jezik se je uporabljal cesarski aramejski, ki je širšo uporabo doživel tekom vladavine Dareja Velikega. V času Kira Velikega, je bilo glavno mesto cesarstva najprej Ekbatana, center moči pa se je hitro preselil v novonastalo mesto Pasargad, ki ga je dal zgraditi sam Kir. S prihodom Dareja I. na oblast, administrativno glavno mesto postane Suza, zatem pa Perzepolis. Grški avtorji trdijo,  da so Perzijci menjali funkcijo glavnega mesta glede na gletne čase; Suza je naj bila glavno mesto pozimi, Ekbatana poleti, Perzepolis jeseni, preostanek leta pa Babilon. Po nekaterih teorijah, Pasargad in Perzepolis nista bili glavni temveč ceremonijalni mesti.

### Satrapije
Organizacija cesarstva v satrapije je prisotna od dobe vladavine Kira Velikega, ki je dovolil da lokalni vladarji zadržijo oblast nad njihovim področji. To ideološko strategijo je kasneje uveljavil tudi Kirov sin Kambiz II. in njihovi nasledniki. Toleranca obstoječih lokalnih religij in uprav je pri pokorjenih narodih ustvarila velike simpatije do Perzijcev, lokalni vladarji so jim postali politično zelo privrženi.
Satrapi so imeli status zaščitnikov kraljestva, imenoval jih je perzijski veliki kralj za nedoločen čas. Kot titula že implicira, so bili lokalni vladarji praktično čuvarji reda in miru in ne podrejeni kralji. Vseeno pa so bili direktno odgovorni za izvajanje globalne perzijske politike, zbiranje davkov, izvajanje zakonov in stabilnost lokalnega gospodarstva. Prav tako so imeli pooblastilo se pregovarjati s sosednimi državama in se vojskovati. Satrapi so bili v glavnem izbrani iz plemiških perzijskih in medijskih družin, ki so imeli privilegiran politični položaj glede na ostale narode cesarstva, a neredko so bili izbrani tudii sami perzijski princi. Primer: Histasp (oče Dareja Velikega) je bil namestnik v Partiji, Kserksesov brat Masist je bil namestnik Baktrije.
Delo satrapov je veliki kralj nadzoroval s pomočjo specialno izurjenih nadzornikov imenovanih Kraljeve oči in ušesa, ki so predhodnica modernih obveščevalnih agencij. Ti inšpektorji so tajno potovali po cesarstvu in od velikega kralja lahko zahtevali tudi vojaško pomoč v primeru nevarnosti. Opravljali so nenajavljene kontrole v vseh satrapijah in vsako nepravilnost prijavili kraljevskemu dvoru ali direktno perzijskemu kralju. Satrapi so imeli v različnih obdobjih ahemenidske zgodovine različna politična pooblastila, ki so kulminirale v začetku in sredini 4. stoletja pr. n. št., ko so imeli posamezni satrapi tako moč, da so lahko direktno ogrožali sam perzijski prestol.

### Darejeve reforme
Veliki reformator in organizator Darej Veliki je reformiral perzijski administrativni in pravni aparat. Njegova revizija se je nanašala na zakone pričevanja, depozita, podkupovanja in nasilja. Mnogi narodi iz Darejvega časa so začeli uporabljati perzijsko besedo dāta (zakon; kraljev zakon).
Cesarstvo je sestavljalo 20 pokrajin (satrapij), ki so jih upravljali lokalni vladarji, ki so imeli pravico na specifične zakone, predpise, tradicije in elito. Visoka stopnja lokalne politične avtonomije ni vključevala tudi oblast nad vojsko. Davčni sistem je omogočal velike dohodke v zlatu in srebru.
Vsaka provinca je imela neodvisnega finančnega kontrolorja, neodvisnega vojaškega koordinatorja in satrapa, ki je nadzoroval administracijo in zakon. Vsi trije so bili direktno odgovorni velikemu kralju. Število satrapij se je povečalo, da bi se olajšala administracija ali i zmanjšala njihova politična moč. Taka organizacija in delitev oblasti je bila razlog stabilnosti in celovitosti države, ker so bile možnosti za upiranje ali odvajanje zmanjšane na minimum Darej je tudi povečal število članov državne uprave, ki je bila sestavljena iz pisarjev, ki so pošiljali zakone in odredbe po cesarstvu.
Po zapisih v Behistunu Darej omenja skupaj 23 satrapij. To so bile: Perzija, Elam, Babilonija, Asirija, Arabija, Egipt, Morski narodi, Lidija, Jonija, Medija, Armenija, Kapadokija, Partija, Drangijana, Arija, Horezm, Baktrija, Sogdijana, Gandara, Skitija, Satagidija, Arahozija in Maka. Pokorjeni narodi so prikazani tudi na vzhodnem monumentalnem stopnišču Perzepolisa, kjer so narodi vseh satrapi v iranskega novega leta (Novruz) prinašali darila perzijskemu kralju.
Darej je poznan tud i kot sijajen ekonomist. Reformiral je gospodarstvo in uvedel zlati denar darik kot fiksno plačilno sredstvo. Razvijal je trgovino znotraj cesarstva in z oddaljenimi državami. Pošiljal je odprave na čelu s karijskim kapetanom Skilaksom, ki so raziskovale celo obalo Indijskega oceana od Indije do Afrike. Tekom njegove vladavine je populacija narasla, v mestih je cvetela obrt in industrija.
Fizikalne enote kot masa in dolžina so bile standardizirane tzv. kraljevsko mero, čeprav so Egipčani in Babilonci še vedno uporabljali svoje merske enote. Taki predpisi so poenostavili mednarodno trgovino, kar je imelo velik vpliv na rast perzijskega gospodarstva, kot tudi na razvoj komunikacij in administrativne mreže.

### Zakoni in pravosodje
Kir II. in Darej I. sta najbolj poznana  zakonodajalca med ahemenidskimi velikimi kralji. Ti zakoni se posebej nanašajo na državljanske pravice, ki so kasneje močno vplivali na zakonodajalce drugih cesarstev na Bližnjem vzhodu. Na žalost se razen Kirovega valja ni ohranilo več zakonskih dokumentov. Kirov valj velja za prvi tekst v zgodovini, ki govori o človekovih pravicah in opisuje altruistično vizijo družbe te dobe:
- Tekst priznava suverenost pokorjenim narodom in predlaga mirno reševanje vsakega spora.
- Prepovedano je suženjstvo in prisilno delo,  navedena je pravica do plačila, dela in imetja.
- Jamči se svoboda vere in pravica do konverzije, svoboda gibanja in spoštovanje tradicije in običajev.
- Uvaja se načelo individualne odgovornosti za storjene zločine.
- Omenja se spoštovanje predpisanih pravic, borba proti zatiranju in pravica do življenja.

Čeprav so bili vsi ahemenidski vladarji zakonodajalci, se Darej Veliki posebej izpostavlja zaradi obsežnih reform pravnega reda. Reorganiziranje Perzijskega cesarstva je zahtevalo velike prilagoditve zakonov po celem ozemlju in so predstavljale bistvene komponente javnega reda. Vsi perzijski napisi iz te dobe poudarjajo Dareja kot zakonodajalca in navajajo njegovo privrženost „božjemu zakonu“ in nazorom, ki jih je predstavljala zoroastrska religija. Kraljevi zakoni so dajali istočasno pomen lokalnim zakonom in običajem, o čemer pričajo zapisi v egipčanskih templjih zgrajenih v Memfisu, Edfuu in Veliki Oazi. V egipčanski tradiciji velja Darej za enega od največjih dobrotnikov in zakonodajalcem v egipčanski zgodovini. V Bibliji se navaja kako je Darej Židom dovolil obnovo Salomonovega templja, zaradi česar si je zagotovil častno mesto v judaizmu , kot tudi Kir Veliki, ki je osvobodil Žide iz babilonskega suženjstva. Podoben odnos je imel Darej tudi pri Grkih, ki jim je financiral gradnjo velikih templjev, ukinjal suženjstvo v grških mestih in Apolonova sveta območja oprostil davkov. To je ustvarilo velike simpatije jonskih in makedonskih Grkov do Dariju, zato so se postavili na perzijsko stran v času Grško-perzijskih vojn.
Perzijski veliki kralj je bil odgovoren tudi za sodstvo, zato je osebno imenoval sodnike, ki so se imenovali „kraljevi sodniki“ , zaradi česar je načelo absolutne oblasti kralja nesporno. Vloga sodnikov je bila vodenje pravne administracije in izvajanje sprejetih zakonov. Herodot v svojih delih opisuje osnovna načela perzijskih sodišč, ki se morajo znajti v vseh okoliščinah : pazljivo pregledati dejstva, preveriti kriminalno ozadnje posameznika, itd. Ta določila temeljijo na zoroastrskih nazorih. Perzijski vladarji so dajali pravici veliko težo; grški zgodovinarji so pisali, kako so bili skorumpirani sodniki kaznovani s smrtjo. Kazni za kriminalce so bile zelo stroge v vseh delih regije.

## Gospodarstvo

### Monetarni sistem
Darej I. je bil verjetno prvi ahemenidski veliki kralj, ki je dal kovati lastno valuto, perzijski zlati darik. Na tem kovancu je perzijski kralj prikazan v vojaški pozi kar predstavlja tako ideološko kot ekonomsko simboliko. Razen zlatega darika, so kovali tudi srebrni denar znan kot siglos. Glede na to, da je Darej uveljavil standardizirane merske enote, je bila masa darika določena s strogimi predpisi. To je bila revolucionarna metoda monetarnega sistema, ki je poenostavila trgovino in bančništvo.
Darik je bil zelo dobre kvalitete, s čistočo 95.83%  in maso 8.385 grama. Stari Grki menili, da je ime za kovanec „darik“ (grško dareikós statḗr) izpeljanka od imena perzijskega kralja Dareja Velikega, bolj verjetno pa je izpeljanka iz perzijske besede „zarig“ kar pomeni zlato. Kovanje zlatega kovnca je bila isključna pravica perzijskega kralja. Istočasno je bil v cesarstvu v uporabi tudi srebrni šekel ali grško siglos, katerega uporaba datira še iz Mezopotamije okoli 3000 pr. n. št. Siglos je imel čistočo okoli 90% , težo okoli 5,56 grama in dvajset kovancev siglosa je bilo vredno en darik. Kovance so občasno kovali tudi satrapi širom po cesarstvu.
Prehod na denarni sistem darika je naveden na glinenih zapisih najdenih v Perzepolisu. V prvih letih vladavine Dareja Velikega se je plačevalo v glavnem v naravi, tako da je sistem polno veljavo doživel šele v času vladanja Darejvega sina in naslednika, Kserksa I. Velikega. Medtem je bila trgovina z drugimi državami večinoma zasnovana na izmenjavi v naravi. Perzijska valuta je igrala važno vlogo v trgovini z grškimi provincami. Reforma monetarnega sistema je bila samo delna, glede nato kako so perzijski kralji zbirali zlato v svojih zakladnicah, saj večina plemenitih kovin ni bila nikoli spremenjena v kovance.

### Davčni sistem
V času vladavine Kira Velikega in Kambiza II. so perzijski kralji kot davek dobivali razna darila od pokorjenih narodov. Od vladavine Dareja Velikega dalje pa so vsa davčna območja (približno so sledila satrapijam) morali plačevati fiksni davek, ki je bil določen s količino zlata in srebra, ta pa je bila odvisna od naravnih resursov satrapije. Nekatera davčna območja, siromašna s plemenitimi kovinami, so davek plačala s posebnimi resursi; konji, lesom, žitaricami, itd. Ta oblika fiksnega davka je bila vsiljena vsem pokorejnim državam, razen regije Fars (Perzija), v kateri so živeli Perzijci. Zbrana sredstva so uporabljali za financiranje stroškov države in kraljevega dvora; plačila uslužbencev, javnih del, gradnjo prometnic, kanalov, palač, itd.
Davki so bili glavni vir prihodkov za Perzijsko cesarstvo. Zbrano zlato in srebro so hranili v kraljevskih zakladnicah v Perzepolisu, Suzi in Ekbatani. Pri arheoloških raziskovanjih v Perzepolisu so odkrili na tisoče glinenih zapisov v klinopisu, ki so detajlno opisovali aktivnosti davčnih uslužbencev. Napisani so tudi druge vrste prihodkov: pristojbine za ceste ali mesto, ki so se plačevale na cestah ali na vhodu v mesto. Delo davčnih uslužbencev v satrapijah so izvajali tajni inšpektorji, ki so jih imenovali kraljeve oči in ušesa in ki so pošiljali poročila o lokalnih poslih.
Detajlna statistika o davkih je zapisana v Herodotovim delih, kjer z veliko natančnostjo opisuje fiksne davke določene posametnim satrapijam. Herodotov popis sestoji iz 20 območij Perzijskega cesarstva in navaja davke iz dobe Dareja I. Velikega (549 - 486 pr. n. št.), katerega vladavina se je končala vsega dve leti pred Herodotovim rojstvom. Ne glede na tradicionalno vprašljivo verodostojnost statistike grškega zgodovinarja, so njegovi podatki primeren pokazatelj ekonomske moči posamezne pokrajine v cesarstvu. Količina davka je bila izražena v talentih, starodavni meri za maso - enota 1 talent odgovarja masi vode v polno izpolnjeni amfori. Grški ali antični talent je znašal 26 kg, egipčanski 27 kg, in babilonski 30,3 kg. Preračunano v današnji denar je bil grški talent srebra vreden od 20.000 $ (tečaj iz leta 2004) . Tudi vrednost starodavnega talenta srebra se ocenjuje kot ekvivalent devetletnega strokovnega dela enega človeka.

### Promet
Da bi olajšal komunikacijo po ogromnem cesarstvu, je Darej Veliki dal zgraditi mrežo dobrih cest, od katerih je najbolj znana Kraljevska cesta. Potekala je od lidijskega mesta Sarde na zahodu do perzijskih mest Suza, Pasargad in Perzepolis na vzhodu. Razdalja med dvema mestoma je bila 2.700 km in sli na konjih so to razdaljo prepotovali samo v sedmih dneh. Gradnja tako dolge in sofisticirane ceste skozi maloazijske gore, asirske puščave, babilonska močvirja in neprehodna področja zahodnega Irana je predstavljala vrhunec antičnega znanja gradbeništva. Zaradi njene izjemne kvalitete so cesto uporabljali tudi v rimski dobi v času Trajana in Hadrijana, skoraj 700 let po Dareju.
Dareja bomo pomnili tudi po Sueškem prekopu, ki ga je dal zgraditi med Nilom in Suezom, kjer so perzijske ladje prehajale iz Rdečega morja v Mediteran in obratno. Spoštovanja vredni dosežki perzijskih inženirjev so bili izvedeni tudi v dobi Darejevega sina Kserksesa, ki je ob pohodu proti Grčiji dal zgraditi dva pontonska mostova preko Dardanel, da bi omogočil lažji prehod svoji vojski na evropska tla, skozi polotok Atos pa, zaradi pogostih neviht, ki so pretile perzijski mornarici, skopal dvokilometrski kanal.

### Poljedelstvo in namakanje
Doba Ahemenidov je prinesla velike spremembe v poljedelstvu, ki je imelo pomembno vlogo v gospodarstvu cesarstva. Izboljšano je bilo namakanje, še posebej v področjih, kjer je bil dostop do vode omejen: Egipt, Babilonija, Iran ter Srednja Azija. Namakanje se je vršilo s pomočjo kompleksnih sistemov - kanatov, ki so jih razvili stari Perzijci. Ta sistem je še posebej vplival na razvoj modernega Irana in Afganistana, kjer se ta sistem še danes uporablja, pa tudi drugje po svetu. Perzijski kralji so spodbujali gradnjo teh podzemnih kanalov za namakanje tudi s tem, da so jih tistim, ki so sodelovali pri gradnji dajali v najem za dobo petih generacij.
Kanat je sistem, ki sestoji od niza vertikalnih jaškov podobnih vodnjakom, ki so pri dnu povezani z rahlo nagnjenim kanalom. Osnovne značilnosti so:
- Učinkovito pridobivanje velikih količin sveže vode iz podzemlja brez potrebe po črpanju. Pretok vode se vrši z gravitacijo, cilj je nižje od vira, ki je najpogosteje gorski vodonosnik.
- Omogoča pretok vode na velike razdalje, kjer je klima suha in vroča, brez izgub zaradi izhlapevanja in puščanja.

Izvedba kanatov je običajna za področja, kjer so izviri vode neposredno v podnožju gora ali tam kjer je izvir najbližji površini terena.
Glavni lastniki polj in kmetij so bili iranski plemiči, templji in tedanja podjetja. Razvoj poljedelstva in namakanja je pripomogel k razvoju slavnih perzijskih vrtov. Po elamskem klinopisu, najdenem v Perzepolisu, je Pasargad v staroperzijskem jeziku imenovan Batrakataš ali Pâthragâda (Perzijski vrt), današnje ime pa ima koren v grški izpeljanki. Velja, da grška beseda za raj paradeisos izvira od imena mesta Pasargad, ki je bil v starem veku poznan po prelepih vrtovih širom sveta.

## Vojska
Perzijska vojska je predstavljala okostje cesarske moči in ni imela pravega tekmeca v svetu v starem veku vse do prihoda Aleksandra Velikega. Glede na to kako veliko in prostrano je bilo Perzijsko cesarstvo, s kraji oddaljenimi tisoče kilometrov in z različnimi geografskimi karakteristikami, je bila za njegovo kontrolo potrebna zahtevna vojaška veščina.
V času Kira Velikega, ko je Perzija še bila pod dominacijo močne Medije, so se bili vsi Perzijci dolžni boriti za perzijskega kralja. Poleg velikega strateškega pomena, je perzijska vojska igrala tudi veliko politično vlogo zagotavljanja politične enotnosti med vsemi območji, ki so bili pod oblastjo Ahemenidov. Elito perzijske vojske so predstavljali Perzijski nesmrtniki, ki so vedno šteli točno 10.000 vojakov , v času mira pa so služili kot kraljeva garda. Člani teh elitnih enot so lahko postali samo Perzijci, Medijci in Elamiti. Glede na to, da so bili od rojstva trenirani po strogih vojaških pravilih in da so sodelovali po svetu v številnih bitkah, so jih imeli za najkvalitetnejše vojake starega veka. Glavnega generala perzijskih nesmrtnikov (perz. hazaparati) so često imenovali drugi za kraljem, saj je poveljeval celi kraljevi vojski. Perzijska vojska je bila razdeljena na pešake in konjenico, nadrejeni pa so bili v glavnem iz perzijskega plemstva.
Perzijska vojska je bila najbolj poznana po odlični konjenici in izvrstnih strelcih. Iz kasnejšega ahemenidskega obdobja so bili poznani tudi perzijski bojni vozovi, ki so imeli na kolesih ostrice, ki so ob vrtenju kolesa dobesedno razkosale sovražnikove vojake. Te nevarne naprave, ki jih je uporabil Kir Veliki pri osvajanju Jonije še niso poznali Grki in zato so bili hiro poraženi. Karakteristika perzijskih bojnih enot (npr. sparabara) je bila fleksibilnost in hitrost manevriranja, ki pa ni prišla do izraza v bojih proti Grkom, ki so to perzijsko prednost nevtralizirali z izkoristkom primernega terena in težkih oklepov.
Perzijska vojska je imela stalne vojašnice po vsem cesarstvu. Vodili so jih perzijski častniki. Vojašnice so bile postavljene na važnih strateških točkah, ob glavnih cestah ali na sami meji cesarstva (primer otok Elefantina na Nilu). Vojaki mnogih narodov so sodelovali v perzijski vojski: poleg Perzijcev, Medijcev in Elamitov tudi Asirci, Feničani, Babilonci, Indijci, Grki, Egipčani, Židje, Arabci, itd.
Satrapi so bili odgovorni za rekrutacijo, vzdrževanje in financiranje vojske v njihovih administrativnih enotah, niso pa imeli pooblastila upravljati s to vojsko. S satrapijskimi vojskami so upravljali posebni perzijski namestniki, ki so bili vdani velikemu kralju. V času miru, ko ni bilo potrebe po rekrutaciji, je bila vojska sestavljena iz profesionalnih perzijskih in medijskih vojakov.
V času vojn so vojsko razširili s pomočjo rekrutiranja vojakov iz različnih narodov cesarstva. Pokrajine so imele svoje bojne enote, ki so bile čuvarji reda in so bile opremljene v skladu z lokalno vojaško tradicijo. Po Herodotu: perzijska vojska je bila heterogena in zelo raznolika. Obsegala naj bil 67 etničnih kontingentov in bila razdeljena v tri glavne rodove; pešake, konjenico in mornarico, pešaki in konjenica pa so imeli še posebne kontingente strelcev.
Raznolikost vojske, njihovega orožja in opreme ter borbenih tehnik nakazuje, da so morali perzijski generali obvladati zahtevno strateško in taktično veščino za uspešno in koordinirano poveljevanje.
Zgodovinar Briant predpostavlja, da so Kserkses I. in nekateri kasnejši perzijski kralji imeli samo ceremonialno vlogo v vojski ali vlogo prikazovanja celovitosti cesarstva, njihove avtoritete in za večanje morale v vojski. Rimski zgodovinar Kvint Kurcije Ruf predpostavlja, da so pri raznolikosti vojske vztrajali sami perzijski kralji, ki so s tem želeli prikazati raznolikost a enotnost cesarstva.

## Kultura

### Jezik
Perzijski jezik je imel status glavnega jezika, kot administrativni jezik pa so uporabljali tudi aramejski, ki ga je v glavnem uporabljala diplomacija. Uporaba ostalih jezikov je bila omejena na obseg področja v katerem so živeli njihovi izvorni govorci. Znano je, da se je elamski jezik uporabljal kot uradni na sodišču v regiji Fars, o čemer pričajo zapisi iz Perzepolisa, ki datirajo med leta 509 in 458 pr. n. št.. Ostali jeziki so imeli lokalno uporabo; egipčansko, grško, lidijsko in likijsko.
Elamski in akadski jezik so uporabljali v trojezičnih kraljevskih napisih skupaj s perzijskim, ki se je uporabljal v glavnem za reprezentativne namene, kot je to primer v Behistunu.

### Življenje v času Ahemenidov

#### Življenje na kraljevskem dvoru
Kraljevski perzijski dvor je imel neomejeno oblast v cesarstvu, kar je veljalo za kralja, njegovo družino in perzijsko plemstvo. Na dvoru so sprejemali upravne in strateške odločitve, ki so jih izvajali njihovi podložniki. Zgodovinskih dokumentov, ki se nanašajo na perzijsko sodstvo je zelo malo in so nerenakomerno razdeljeni.
Glede na to v kateri kraljevi rezidenci (Perzepolis, Suza, Babilon, Ekbatana) je dvor bival, so z njim potovali tudi kraljevska družina in večji del administracije. Na potovanju so kralj in plemstvo bivali v velikem in luksuznem šotoru, postavljenem na sredini začasnega prebivališča in označenim s posebnimi simboli. Zgodovinar Pierre Briant predpostavlja, da so spominjali na palače v Suzi in Perzepolisu. Življenje na dvoru je bilo regulirano po strogih normah obnašanja. Kralj je bil obkrožen z raznimi visokimi uslužbenci, upraviteljem zakladnice in kartoteke ter diplomati zadolženimi za odnose z javnostmi in tujimi delegacijami. Ljudje so imeli pravico prositi za obisk kralja, kar so morali posredovati preko čuvarja, ki jih je obevstil o eventualni odobritvi in terminu.
Herodot in Ksenofont opisujeta, kako je perzijski kralj osebno izbiral hrano zaradi preventivnih varnostnih razlogov. Na banketih je pazljivo izbiral goste. Udeleženci banketa so bili strogo rasporejeni na posebna mesta tudi zaradi ceremonialnih in varnostnih razlogov. Grški avtorji opisujejo perzijske bankete kot zelo luksuzne in svečane, saj so s tem kazali kraljevo moč in avtoriteto pa tudi gostoljubnost. Prehrano za kralja in nesmrtnike so pripravljali ločeno elitni gastronomi in v primeru zastrupitve s hrano bi bili gastronomi strogo kaznovani. Voda je prihajala iz reke Šaour ob kateri je ležalo mesto Suza in so jo pred zaužitjem prekuhavali ter servirali v srebrnih posodah. Perzijci so veliko pozornost namenjali oblikovanju posode, ki je odražala moč in dober okus.
- Zlata posoda
- Zlate posode
- Zlati riton (vrč) najden v Ekbatani, (Nacionalni muzej v Iranu)
- Zlati vrč v animalistični obliki, (Nacionalni muzej v Iranu)

Važno vlogo na kraljevem dvoru so imeli zdravniki, ki so bili stalno kraljevo spremstvo. Njihova vloga je bila tudi kontrola hrane. Kraljevi zdravniki so bili neredko tudi Grki in Egipčani.
Dvorjane so stregli evnuhi razdeljeni v dve kategorije; tisto, ki je stregla kraljevo družino in ostale služabnike. Glede na velikost dvora, je bila služinčad številna.  Mnogi antični avtorji navajajo, da so perzijski kralji prakticirali poligamijo in imeli mnogo otrok ter velike hareme. Moderni zgodovinski dokazi govore, da prvotna predpostavljena funkcija harema v Perzepolisu ni točna in da so to bili v resnici kraljičini prostori. Žene z dvora, kraljice in princese, so imele veliko avtonomijo, imele so pravico potovati, kar piše v zapisih iz Perzepolisa. Ženske so imele v Perzijskem cesarstvu velike pravice glede na ostanek starodavnega sveta; v nekaterih pokrajinah cesarstva so vladale ženske satrapi. V času grško-perzijskih vojn je na strani perzijske vojske sodelovala tudi ena admiralica (Artemizij I. iz Karije) ).
Lov je bil priljubljena zabava perzijskih kraljev. Na ta način so vzdrževali telesno kondicijo in kazali svojo hrabrost in sposobnost. Na lovu je bil prvi met kopja izključna pravica kralja. Lov so prakticirali tudi v posebnih vrtovih (perz. pairidaeza: ograjeni prostor), ki so služili tudi kot mesto za sprostitev in uživanje, saj so bili bogato okrašeni. Načini lova so se razlikovali odvisno od vrste orožja: lovili so peš, na konju ali z vozovi, uporabljali so meč, lok, kopje ali mreže.
Pismo, ki ga je Darej Veliki poslal jonskemu satrapu Gadatu navaja transport plodov med Evfratom in azijsko obalo, kar priča o velikem interesu kralja za hortikulturo.

#### Življenje izven kraljevskega dvora
Glede na malo znanih dokumentov, življenje običajnih ljudi ni posebej znano. Arheološka raziskovanja kažejo, da so bile perzijske hiše večinoma zgrajene iz na soncu sušene opeke iz zemlje, v katerih je bilo vezivo slama. Za izolacijo spodnjih delov zidov so uporabili bitumen. Hiše so bile zgrajene okoli notranjega dvorišča z verando, najpogosteje so imele eno ali dve etaži. Glede na to, da so Perzijci znani po izdelavi tekstila predpostavljajo, da so bile hiše okrašene s preprogami visoke kvalitete ter opremljene z vrhunsko oblikovanim pohištvom.
Oblačenje je dobro znano, saj obstaja mnogo umetniških ilustracij, ki prikazujejo ljudi iz ahemenidske dobe. Perzijci so nosili dolge plašče (z ali brez rokavov) prevezane s pasom ter hlače iz usnja ali fine tkanine. Obutev je bila dveh vrst; zaprti čevlji s 3 ali 4 vezalkami ali sandali. Kape so bile raznih oblik in materialov: od enostavne preveze preko glave, do bogato okrašenih pletenih kap. Barva oblek je bila različna glede na družbeni sloj dobe, rdeča je bila barva bojevnikov, bela svečenikov, modra kmetov. Kralji so se oblačili v vse tri barve in s tem pokazali svojo avtoriteto nad vsemi družbenimi sloji. Najverodostojnejši viri o perzijski noši so reliefi iz Perzepolisa.
Izobraževanje v ahemenidski dobi je precejšnja neznanka. Perzijski plemiči so šolali svoje otroke, večina kmetov je bila nepismena. Glede na dostopne zgodovinske vire se je šolanje mladih perzijskih plemičev začelo v starosti pet let in je trajalo deset do dvajset let, odvisno od vira. Strabon piše, da so se mladi ljudje ukvarjali z gimnastiko, se učili loviti, uporabljati kopje, prepoznavati rastline in izdelovati obleko in mreže. Ksenofont piše, da je njihovo šolanje obsegalo učenje pri katerem so morali razviti smisel za pravičnost, poslušnost, vzdržljivost, upornost in samokontrolo.

### Religija
Pod vladavino ahemenidske dinastije je zoroastrstvo postalo državna religija in se razširila iz jugozahodnega Irana širom po Bližnjem vzhodu. Zoroastrstvo in njegovi nazori so postali smiselni element perzijske kulture. Istočasno se pojavlja tudi močan sinkretizem z drugimi religijami, posebej s tistimi v Mezopotamiji.
Dobro v Zoroastrstvu predstavlja bog Ahura Mazda. Predstavljal ga je ogenj kot simbol čistosti in moči. Zlo je naravna sila ločena od Ahure Mazde in nasprotujoča njemu in njegovemu delu in obstaja samo v duhovnem planu, za razliko od duhovnega in fizičnega obstoja tistega kar je ustvaril Ahura Mazda. Napad zla ali zlega duha Ahrimana se dogaja med tema dvema skrajnima točkama na časovnem traku. Sredi 5. stojetja pr. n. št. v dobi vladavine Artakserksa I. in Dareja II., Herodot piše:
„Perzijci niso prikazovali božanstva, niti niso gradili velikih templjev temveč izključno žrtvenike, za razliko od Grkov, niso verovali da so božanstva v obliki ljudskih bitij. Perzijci so prinašili žrtve Soncu, Luni, Zemlji, ognju, vodi in vetrovom.“
Herodot tudi trdi, da molitev ali žrtev ni mogla biti izvedena brez navzočnosti zoroastrskega svečenika, ki niso bili povezani s svečeniki nobene druge religije. Poleg tega se je funckija svečenika prenašala nasledstveno, z očeta na sina.
V času Darejvega vladanja je zoroastrstvo postalo posebej vezano na kraljevo ideologijo. V mnogih zapisih Dareja I. in njegovega sina Kserksesa, kot so Behistunski napisi ali reliefi v Perzepolisu in Suzi piše, da legitimnost kraljeve moči prihaja po volji Ahure Mazde, ki se prikazuje kot zaščitnik kralja in samega cesarstva. Portal iz Perzepolisa je bogato okrašen z reliefi z obeh strani in prikazujejo: Ahura Mazdo, kralja Dareja I. na prestolu, tri vrste vojakov iz kraljeve osebne straže. Ti motivi želijo prikazati kako Bog dobrega (Ahura Mazda) ščiti perzijskega kralja in vojsko oziroma kako je kraljeva oblast legitimna.

## Umetnost
Perzijska umetnost v dobi Ahemenidov cveti, je pa njen namen predvsem poveličevanje slave vladajoče dinastije. S širjenjem Perzijskega cesarstva se je vzporedno širila tudi perzijska umetnost, ki doseže vrhunec tedaj, ko je bilo tudi cesarstvo na vrhuncu, predvsem zahvaljujoč bogatim davkom, ki jih je kraljevski dvor dobival iz številnih pokorjenih držav.

### Arhitektura in urbanizem
Ahemenidsko cesarstvo je zapustilo številne monumentalne palače predvsem v Suzi, Pasargadu, Ekbatani in Perzepolisu. Za razliko od mnogih drugih monumentalnih objektov starega veka, kot je Partenon v Grčiji ali Kolosej v Rimu, perzijske zgradbe niso gradili sužnji temveč plačani delavci iz vseh držav cesarstva: Babilonije, Karije, Jonije, Asirije, Egipta, itd.
V zgodnji dobi perzijska plemena niso imela enotnega arhitektonskega sloga, saj so bili polnomadski narod kmetov in jahačev. Po tem, ko je Kir Veliki leta 550 pr. n. št. ustanovil Perzijsko cesarstvo, so širom države začele rasti monumentalne zgradbe. Na začetku je ahemenidska arhitektura temeljila na elementih pokorjenih narodov, a se je hitro razvil avtohtoni slog. Prvo perzijsko mesto Pasargad še kaže nekatere nomadske vplive, kjer so objekti razpršeni v ogromnem parku, petdeset let kasneje pa se gradi Perzepolis, ki postane simbol racionalizacije in ravnotežja v perzijski arhitekturi. Načrt kompleksa je strogo ortogonalen, število stebrov v dvoranah je v razmerju 1:1 ali 1:2, razpored objektov je urejen na zaščiteni terasi. Terase z dvojnimi kolonadami na apadani se sekajo na vogalih, ki postanejo stolpi, kar je bila velika funkcionalna in estetska inovacija. H kompleksu se dostopa preko dveh velikih portalov skozi katere teče ves promet.
Uspehi teh originalnih del temeljijo na številnih elementih, ki kombinirajo arhitekturo podjarmljenih narodov. Perzijski elementi niso hibrid temveč fuzija slogov, ki ustvarjajo novega. Izhajajo iz strokovnosti arhitektov in delavcev širom cesarstva, zato je perzijska arhitektura utilitaristična, ritualna in simbolična. Perzepolis je poln elementov, ki pričajo o njihovih številnih vplivih.
Egipčanski elementi so prepoznani na zgornjih vencih in portalih, mezopotamski je način povezovanja dveh palač, kjer ima ena privatno, druga pa javno funkcijo. Rozete in rastlinski reliefi na stopniščih skupaj z nazobčanimi obzidjem in zidovi spominja na arhitekturo ziguratov, ki so predhodno rastli v Mezopotamiji in Elamu. Glazure reliefov imajo babilonski vpliv, krilati ljudje-biki na portalih izhajajo iz asirskega sloga. Po vključitvi Jonije v Perzijsko cesarstvo, na perzijsko arhitekturo močno vpliva ta grški jonski red in obratno. Ti vplivi so posebej vidni pri dvoranah na stebrih (hipostil). Lidijski in jonski arhitekti so sodelovali pri delih v Pasargadu in kasneje v Perzepolisu in Suzi, o čemer pričajo grafiti v grščini v kamnolomu blizu Perzepolisa in zapisi iz Suze. Spiralni elementi (volute) na perzijskih kapitelih so kasneje postali glavno znamenje grške arhitekture jonskega reda. Perzepolis je kasneje močno vplival na Artemidin tempelj v Efezu, eno od sedem antičnih svetovnih čudes.
Načelo notranjega prostora, kjer dvorana s stebri predstavlja jedro palače, je prisotno na Bližnjem vzhodu že pred dobo Perzijskega cesarstva. Pa vendar, sofisticiranost perzijske tehnologije, ki jo je videti pri višini in razponih med stebri, je narekovala veliko prostranost in uporobnost dvoran, za razliko od sličnih hipostilov v Grčiji in Egiptu, kjer so bili stebri čokati, razponi majhni in prostori omejeni.
Konstruktivni sistemi so v Perzepolisu izključno tektonski in sastojijo iz stebrov in nosilcev, ni sledov stereotomskih elementov (lokovi, oboki in kupole). Večina stebrov izdelanih iz lesa je izginila, ohranjene pa so njihove kamnite baze. V dvoranah, kjer so bile višine prevelike za uporabo lesa, so bili stebri zgrajeni iz masivnih kamnitih blokov. Kamniti stebri, ki so preživeli, so zelo heterogenih slogov in kažejo na vpliv različnih civilizacij. Baza stebra ima hetitski vpliv, razmerje višine in premera debla pa je skoraj identičen stebrom jonskega reda. Ogromni kapiteli, ki predstavljajo skoraj tretjino skupne višine stebra je karakteristična za egipčanske stebre s kapitelom lotosa. Skulpturalni kapiteli z živvalskimi oblikami so verjetno inspirirani iz asirske arhitekture pa vendar predstavljajo originalni perzijski slog.
Kot večina ahemenidskih palač je tudi Perzepolis imel zidove zgrajene iz opeke, ki morda zgledajo neobičajno na področju, kjer je kamen dostopen v velikih količinah. To je skupna značilnost vsem narodom Vzhoda, ki kamen uporabljajo v glavnem za mestna obzidja. Danes so pogosto ohranjeni samo temelji zidov, kot tudi masivni kamniti portali in stebri.
Čeprav so ga gradili skoraj dve stojetji, Perzepolis kot celota kaže slog, ki je značilnost ahemenidske umetnosti. Kasnejši ahemenidski vladarji niso preveč odstopali od umetnosti in tehnike, ki jo je začel Kir Veliki v Pasargadu oziroma Darej Veliki nadaljeval v Perzepolisu. Samo novejše kraljevske grobnice Artakserksa II. in Artakserksa III. se razlikujejo od tistih v Nakš-e Rustamu po tem, da niso vklesane v navpično skalo v gori ampak v nagnjen teren, vendar na pročelju vsebujejo iste elemente kot Darejva grobnica.

### Kiparstvo
Najbolj znane skulpture iz ahemenidske dobe se nahajajo v Perzepolisu. Številni reliefi krasijo stebrišča, panele pred palačo in notranjost kraljevskih dvoran. Ugibajo lahko, kako so bili izkoriščeni prostori med stebri. Navdih za skulpture izhaja iz Egipta, Grčije in Asirije, odlikuje jih velika preciznost in detajlnost izvedbe. Tipologija skulpturalnega oblikovanja je tipična za orijentalsko umetnost; vsi liki so prikazani v profilu. Reliefi najpogosteje prikazujejo perzijskega kralja in vojake, bike, leve in grifone; živali so zelo stilizirane, brez varijacij. Razen reliefov, zgodovinarji kot Herodot in Plutarh navajajo Kserksesov kip v Perzepolisu ter kip Darejeve žene Artistone v Suzi. Nekatere skulpture so zelo realistične, kot na primer pes (mastif), ki je najden na vogali apadane.
- Skulptura leva pred apadano v Perzepolisu
- Skulptura mastifa
- Kip Dareja Velikega iz Heliopolisa, Nacionalni muzej v Iranu)'
- Skulptura bika iz kapitela perzijskega stebra apadane v Perzepolisu

### Polikromija
Polikromija ima važno vlogo v perzijski umetnosti in jo karakterizirajo pisani in bogato okrašeni reliefi na zidovih. Za razliko od Perzepolisa, palača v Suzi nima reliefe vrezane v kamen temveč raznobarvne keramične glazure na zidovih iz opeke, očitno navdahnjene z mezopotamsko kulturo. Na njih so najpogosteje oblikovani liki raznih živali (levi, biki, grifoni) ali perzijski vojaki, ki spominjajo na reliefe v Perzepolisu.
V Suzi je polikromija na keramiki ohranjena, kar ni slučaj s kamnitimi reliefi v Perzepolisu, kjer je pigment s časom razpadel. Področja kjer so bile uporabljene barve je težko potrditi, glede na to, da je pigment skoraj povsem izginil. Čas, tanek sloj barve in razpadanje organskih pigmentov so glavni razlogi izginotja. Dokazi o uporabi barv se nahajajo v sledovih po palači, kar pomeni da Perzepolis ni bil enoličen, temveč bogato obarvan. Našli so tudi mnogo posod, ki so sodeč po notranjosti pigmentov služile za shranjevanje barve. Barve so bile uporabljene na vseh arhitektonskih elementih: zidovih, reliefih, stebrih, vratih, tleh, stopnicah, kipih, itd. Opeka je bila glazirana, rdeča oker barva je bila uporabljena na tleh iz apnenca ali sivo-zelenkastega gipsa, stebri so bili poslikani v več barvah, poslikana je bila tudi zunanjost palače. Sledi rdeče barve so našli tudi na skulpturi Darejeve žene Artistone, ki je danes v iranskem Nacionalnem muzeju v Teheranu. Velika paleta najdenih barv govori o njihovem bogatem polikromatskem poreklu. Navedena je tudi uporaba rastlinskih pigmentov, ki pa na žalost niso ohranjeni.
- Poslikana perzijska broška
- Sfinga Dareja I. najdena v Suzi
- Dekorativni motivi v obliki spirale
- Perzijski vojak

### Zlatarstvo
Zlatarstvo je eden od najpomembnejših elementov perzijske kulture in se je v ahemenidski dobi razširilo po vsem cesarstvu. Reliefi v nekaterih mestih kažejo, kako so Perzijci zlatemu nakitu dajali velik pomen.
Odkritja številnih kosov posod izdelanih iz plemenitih kovin kot sta zlato in srebro kažejo, kako je bilo zlatarstvo pomembna značilnost perzijske kulture in dokazujejo njihovo estetsko zrelost in napredne tehnologije. Okraševanje vaz, čaš, posod, nakita, celo orožja kombinira klasicizem in sinkretizem. Tudi na zlatarstvo so vplivale razne pokorjene kulture, ki so jih Perzijci izkoristili pri ustvarjanju novega in originalnega perzijskega sloga.
Arheološke najdbe zlatih predmetov v Mali Aziji kažejo podobnost s tistimi iz pokrajine Fars, včasih so podobnosti tolikšne, da se predpostavlja, da prihajajo iz iste delavnice, čeprav so to predmeti, ki datirajo desetletja ali celo stoletja kasneje. Nekatere slogovne analogije je mogoče najti tudi v Grčiji in Trakiji, kar priča o velikem perzijskem vplivu tudi na Evropo.
- Zlati model kočije
- Okras v obliki ribe
- Motiv iz perzijske vaze v obliki krilatega kozoroga
- Zapestnica z vrezanim dragim kamenjem

## Tehnologija
Kompleksi v Pasargadu in Perzepolisu imajo polno inovativnih elementov na področju gradbenega inženirstva. Novejša raziskovanja strukturalne tehnologije v Pasargadu, ki je oddaljen vsega 43 km in zgrajen tri desetletja pred Perzepolisom so pokazala, da so perzijski inženirji zgradili kompleks, ki je lahko prenesel močne potrese celo do 7. stopnje po Richterjevi lestvici. Temelji stavbnih elementov so zgrajeni s tehnologijo izolirane baze temeljev, ki se danes uporablja pri gradnji modernih občutljivih objektov kot so nuklearne elektrane, zaradi zaščite pred seizmičnimi aktivnostmi.
Velik napredek predstavlja tudi uporaba konstruktivnih kovinskih sponk med kamnitimi bloki. Ta konstruktivni element, skupaj z izolirano bazo temeljev, je predpogoj za gradnjo mnogo večjih in tanjših konstruktivnih elementov, ki so svoj vrhunec doživeli v apadani Perzepolisa, kjer so bili stebri visoki celo 20 m, kar je najvišje glede na debelino stebrov v staroveškem gradbeništvu. Razponi med stebri 8,65 m so prav tako večji od kateregakoli arhitektonskega izdelka te dobe.
Velik prispevek perzijskih inženirjev je bil na področju oskrbe z vodo s tzv. kanati, ki so jih graditelji vsekali globoko v gore, da bi z njihovo pomočjo dovajali in ohranjali svežo vodo. Zahvaljujoč temu vodovodnemu sistemu in znanju kontroliranja tlaka, je v kompleksu Perzepolis zgrajen sofisticiran sistem vodovodnih, kanalizacijskih in drenažnih cevovodov. Mreža cevovodov je bila vsekana v teren terase pred gradnjo temeljev, kar predstavlja prvi tak primer v zgodovini.
Ogromni perzijski inženirski podvigi kot je bila gradnja prvega Sueškega prekopa, pontonskih mostov preko Dardanel ali kanala skozi polotok Atos, predstavljajo tehnološke uspehe, ki niso bili izvedeni nikoli prej v zgodovini, niti stotine let kasneje.

## Kulturni vpliv
V zgodovini starega veka Ahemenidsko Perzijsko cesarstvo zavzema posebno mesto in je imelo ogromen vpliv na zgodovino, ki je sledila. Pod ahemenidsko dinastijo je bilo združeno desetine različnih narodov v eni državi, ki se je raztezala od reke Ind do Egejskega morja. Administrativna organizacija, ki so jo postavili Perzijci, so uporabili tako Aleksander Veliki in številna druga cesarstva, ki so oponašali perzijski sistem politične federacije. Iranska kultura se je razširila po večjem delu Bližnjega Vzhoda, kot tudi uporaba perzijskega jezika.
Perzijska kultura je pustila velik vpliv na samega Aleksandra, ki se je proti koncu življenja oblačil kot Perzijec, prevzel Perzijce kot večji del svoje vojske, poročil se je s Perzijko iz ahemenidske dinastije in glavno mesto svojega cesarstva prenesel v (tedaj) perzijski Babilon. Te Aleksandrove poteze so povzročile veliko nezadovoljstvo pri njegovih generalih (dijadosih).
Novonastalo Selevkidsko cesarstvo je združilo ahemenidsko in helenistično kulturo, kar je kasneje pustilo globoko sled tudi na politično ureditev novega iranskega Arsakidskega cesarstva in kasneje Sasanidskega cesarstva, ki je povrnilo stari sijaj Perzije.
Glede na to, da so Stari Grki imenovali Iran Perzija po vladajoči perzijski dinastiji Ahemenidov, so se od konca 6. stoletja pr. n. št. v zahodnem svetu vse države iranskih vladarskih dinastij imenovale Perzija, kar se je obdržalo do danes.
Ahemenidsko Perzijsko cesarstvo predstavlja velik pomen za moderni Iran, glede na to da ta staroveška država predstavlja začetek dominacije Perzijcev nad ostalimi iranskimi narodi, kar se je obdržalo do današnjih dni (Perzijci predstavljajo 51% prebivalstva Irana). Ustanovitelja cesarstva Kira Velikega pogosto imenujejo očeta Irana.